# Bronisław Kentzer

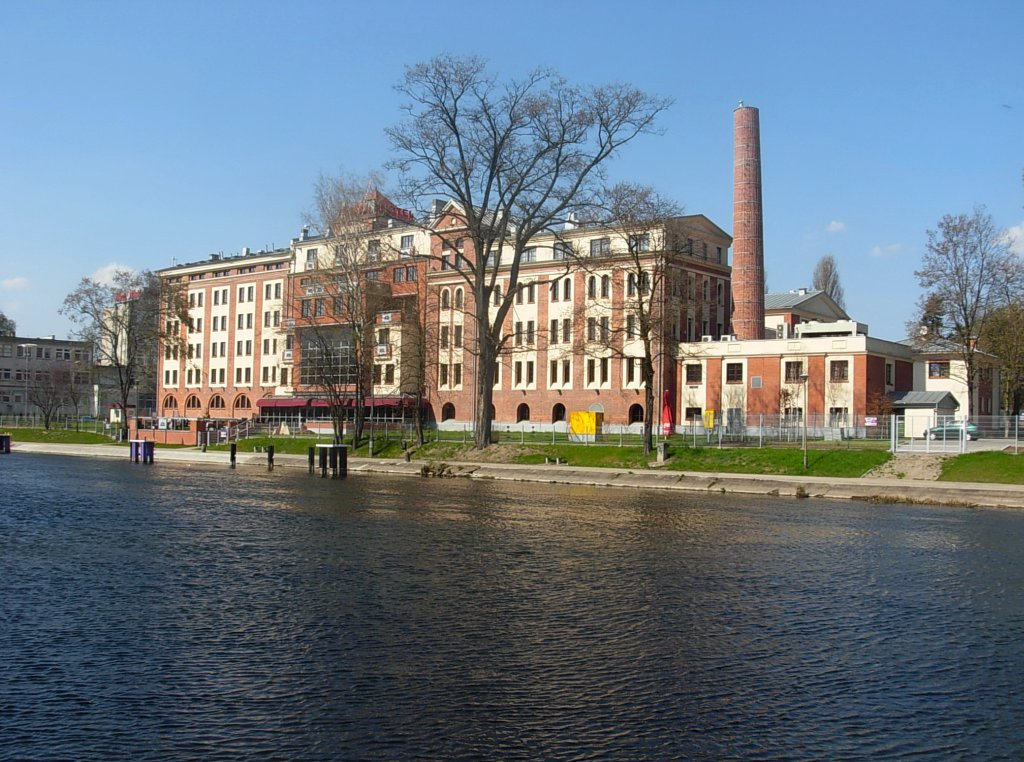
Młyny należące do Bronisława Kentzera w latach 1938–1939, przekształcone w 2009 r. w hotel Słoneczny Młyn

Bronisław Kentzer (ur. 10 stycznia 1880 w Pruszczu, zm. 16 listopada 1939 w Bydgoszczy) – polski przedsiębiorca, działacz gospodarczy, powstaniec wielkopolski, jeden z pionierów kupiectwa polskiego w Bydgoszczy.

## Życiorys
Był synem Michała, rolnika i Apolonii z Melińskich. Po ukończeniu gimnazjów w Pelplinie i Chełmnie, poświęcił się zawodowi kupieckiemu. Praktykę zawodową odbył w szeregu dużych domów handlowych. Usamodzielnił się w Bydgoszczy, gdzie w 1906 r. założył hurtownię towarów kolonialnych przy ulicy Gdańskiej 71. 
W czasie I wojny światowej został wcielony do armii niemieckiej i walczył na froncie. Po wybuchu rewolucji w Niemczech, w listopadzie 1918 r. powrócił do Bydgoszczy i uczestniczył w powstaniu wielkopolskim. W 1918 r. kupił od firmy spedycyjnej Rosenthal w Bydgoszczy dużą nieruchomość przy ulicy Gdańskiej 42, którą przekształcił w hurtownię. Jego firma pod nazwą „Hurtownia Towarów Kolonialnych i Palarnia Kawy B. Kentzer i Ska” stała się jedną z większych polskich firm handlowych na Pomorzu i w Wielkopolsce. Przedsiębiorstwo to oparte na solidnych podstawach, cieszyło się zaufaniem kół kupieckich. Od 1927 r. wspólnie z braćmi: Janem i Tadeuszem Tadeusza Kentzer był współwłaścicielem i członkiem zarządu Bydgoskiego Domu Towarowego, jednej z największych firm na ziemiach Polski zachodniej. Posiadał także udziały w firmie „Hübner i Ska”, fabryce syropu buraczanego w Smolnie w powiecie toruńskim i innych. 
Oprócz działalności gospodarczej udzielał się społecznie. W okresie zaboru pruskiego działał w Towarzystwie Kupców w Bydgoszczy, którego był współzałożycielem w 1909 roku. Udzielał się w Towarzystwie Młodzieży Kupieckiej oraz w Bydgoskim Towarzystwie Wioślarskim. Położył duże zasługi w umacnianiu polskiego handlu w Bydgoszczy i w Poznańskiem. W II Rzeczypospolitej został radcą Izby Przemysłowo-Handlowej w Bydgoszczy. Był wiceprezesem Izby Przemysłowo-Handlowej w Gdyni, radcą Bydgoskiej Giełdy Zbożowej i prezesem Rady Nadzorczej Banku Bydgoskiego. Dążąc do wzmocnienia handlu w Gdyni, brał żywy udział w założeniu spółki Polskiego Handlu Kolonialnego pod nazwą „Hakol”, która swe produkty dostarczała na całą Polskę. 
Po zajęciu Bydgoszczy przez Niemców we wrześniu 1939 r. został aresztowany i zamordowany w egzekucji 16 listopada 1939 r.